# Università del Washington
L'Università del Washington (in inglese: University of Washington o UW o U-Dub) è un ateneo pubblico fondato nel 1861 a Seattle, nello Stato di Washington, Stati Uniti d'America. È una delle più antiche della West Coast e la più ampia del Nord-Ovest americano in quanto dotata di tre campus, il più grande dei quali è l'University District di Seattle mentre gli altri si trovano a Tacoma e a Bothell.
Nel 2010, l'università è stata classificata 16ª nella Classifica accademica delle università mondiali, 23ª dal Times Higher Education World University Rankings e 55ª dal QS World University Rankings. È stata anche classificata 41ª tra le università statunitensi dall'U.S. News and World Report. UW viene considerata una Public Ivy.

## Storia

Collocazione dello Stato di Washington negli Stati Uniti d'America

La città di Seattle era uno dei diversi insediamenti che, nella seconda metà del XIX secolo, si contendevano la supremazia nel Territorio di Washington, allora da poco costituito (1853-1889). Nel 1854, il governatore territoriale Isaac Stevens raccomandò la fondazione di un'università per il futuro Stato di Washington. Numerosi eminenti abitanti dell'area di Seattle, primo fra tutti il predicatore metodista Daniel Bagley, videro nella presenza dell'università la possibilità di accrescere il prestigio della città. Essi riuscirono a convincere Arthur Armstrong Denny, uno dei fondatori di Seattle e membro del corpo legislativo territoriale, dell'importanza che la città ottenesse quella scuola. Inizialmente i legislatori decisero per la creazione di due università, una a Seattle e una nella contea di Lewis, ma successivamente annullarono la propria scelta optando per una singola università nella contea di Lewis, a condizione che l'area per l'edificazione del campus venisse donata dai residenti. Quando però non fu trovato alcun sito, il corpo legislativo, su suggerimento di Denny, spostò la sede dell'università a Seattle (1858).
Nel 1861, si era alla ricerca di un'area di 40 000 m² a Seattle per poter creare il campus per la nuova università. Denny, insieme ai compagni pionieri Edward Lander e Charlie Terry, donò un terreno su "Denny's Knoll" a Downtown Seattle. L'area era delimitata dalla 4th Avenue a ovest, dalla 6th Avenue a est, dalla Union Street a nord e dalla Seneca Street a sud.
L'Università del Washington State aprì ufficialmente il 4 novembre 1861 con il nome di Territorial University of Washington (Università territoriale di Washington). L'anno seguente, l'amministrazione statale formalizzò la creazione e stabilì una commissione reggente. La scuola ebbe delle difficoltà inizialmente, chiudendo tre volte: nel 1863 per lo scarso numero di studenti e nel 1867 e nel 1876 a causa di problemi economici. Comunque, Clara Antoinette McCarty Wilt fu la prima a laurearsi dall'università con un bachelor's degree in scienza. All'entrata dello Stato di Washington nell'Unione, nel 1889, sia Seattle sia l'università erano parecchio cresciute. Il numero delle iscrizioni erano aumentate dalle iniziali 30 a quasi 300, e il relativo isolamento del campus aveva incoraggiato lo sviluppo. Uno speciale comitato legislativo, guidato da Edmond Meany, venne istituito col proposito di individuare un nuovo campus che potesse ospitare il crescente numero di studenti. Il comitato scelse un'area a Union Bay a nord-est rispetto al centro della città e il governo approvò i fondi per l'acquisto del terreno e la costruzione.
L'università si spostò nel nuovo campus nel 1895, all'interno del nuovo edificio chiamato Denny Hall. Gli amministratori cercarono inutilmente di vendere il terreno del vecchio campus, decidendo poi di metterlo in affitto. L'università ancora adesso è proprietaria di quello che viene chiamato Metropolitan Tract. Situato nel cuore di Seattle è uno dei più importanti patrimoni immobiliari della città e genera milioni di dollari ogni anno in affitti.
L'edificio originale del Territorial University venne abbattuto nel 1908 e il sito attualmente ospita il Fairmont Olympic Hotel. Tutto ciò che rimane dell'edificio originario sono quattro colonne Ioniche bianche, alte 7,3 metri. Sono state salvate da Edmond S. Meany uno dei primi laureati del vecchio dipartimento di storia. Meany e i suoi colleghi, Dean Herbert T. Condon, soprannominarono le colonne Loyalty (lealtà), Industry (industria), Faith (fede) ed Efficiency (efficienza) o Life (vita). Le colonne ora si trovano all'interno del Sylvan Grove Theater.

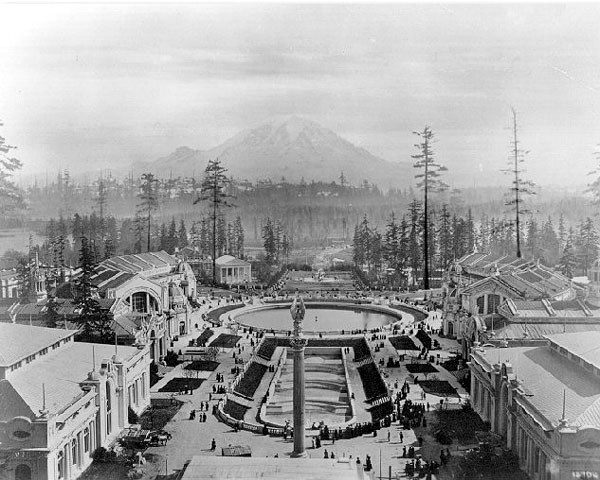
Vista del campus dell'Alaska-Yukon-Pacific Exposition verso il Monte Rainier nel 1909

Gli organizzatori dell'Alaska-Yukon-Pacific Exposition del 1909 scelsero l'ancora non completo campus come sede principale per la loro fiera mondiale. Arrivarono a un accordo con la commissione dell'università permettendo loro di usare il campus come sede per l'esposizione. In cambio, l'università avrebbe usufruito dei vantaggi dallo sviluppo del campus per ospitare la fiera alla sua conclusione. Tra i vantaggi, un dettagliato piano d'intervento e parecchi edifici. Il progetto per l'A-Y-P Exposition venne preparato da John Charles Olmsted e venne successivamente incorporato al progetto generale del campus divenendo definitivo.

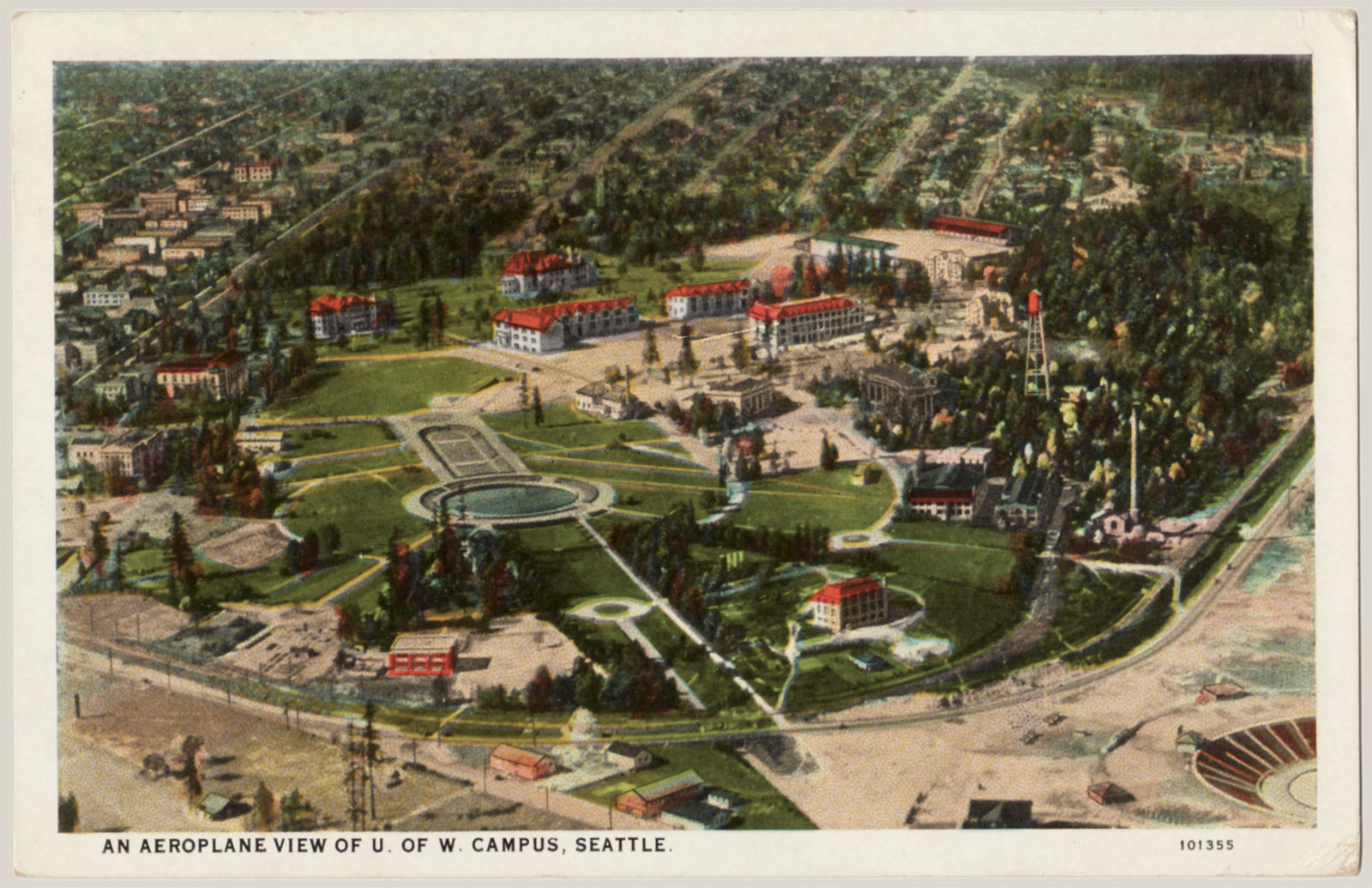
Una visione aerea del campus datato 1922 o precedente

Entrambe le guerre mondiali portarono i militari al campus, con alcune strutture temporaneamente prestate al governo federale. I periodi successivi alle guerre furono periodi di rapida crescita dell'università. La pausa tra le due guerre portò nuova linfa nello sviluppo del campus. La costruzione del quadrilatero delle arti, conosciuto dagli studenti come "The Quad", iniziò nel 1916 e proseguì fino al 1939. Le prime due ali della libreria Suzzallo, considerata il centro architettonico dell'università, furono costruite tra il 1926 e il 1935. Una successiva fase di crescita avvenne con la fine della seconda guerra mondiale.
Tra i principali sviluppi di questo periodo vi è l'apertura della facoltà di medicina nel 1946, che divenne successivamente l'University of Washington Medical Center, attualmente classificato dall'U.S. News and World Report tra i primi dieci ospedali del Paese. Durante questo periodo molti studenti nippo-americani furono rinchiusi nei campi di concentramento lungo la costa occidentale degli Stati Uniti a causa dell'Ordine Esecutivo 9066 susseguente all'attacco di Pearl Harbor. Come risultato, molti di loro non riuscirono a conseguire la laurea fino al 18 maggio 2008 durante una speciale cerimonia chiamata The Long Journey Home.
Nei primi anni cinquanta venne creata la polizia universitaria. Il corpo di polizia ha giurisdizione sul campus e sulle proprietà dell'università eccetto per gli appartamenti di Radford Court a Sand Point.
Gli anni sessanta e settanta, sotto la guida di Charles Odegaard dal 1958 al 1973, sono conosciuti come l'età d'oro dell'università per via della crescita di iscritti, budget economico, infrastrutture, e prestigio. Gli studenti raddoppiarono passando da 16 000 a 34 000 grazie al boom demografico seguito alla seconda guerra mondiale. Questo periodo fu segnato da un alto livello di attivismo studentesco, con gran parte delle proteste concentrate intorno all'opposizione alla guerra del Vietnam. Odegaard creò una "comunità di studiosi" e convinse lo Stato di Washington ad aumentare i propri investimenti all'università. Inoltre, i senatori dello Stato di Washington, Henry M. Jackson e Warren G. Magnuson utilizzarono il proprio potere politico per indirizzare i fondi del governo federale verso l'università: l'UW è tuttora tra le principali catalizzatrici dei fondi destinati alla ricerca degli Stati Uniti. Il risultato fu un aumento del budget operativo che passò da $37 milioni nel 1958, a oltre $400 milioni nel 1973. Inoltre, furono eretti 35 nuovi edifici che raddoppiarono la dimensione degli spazi utilizzabili.
L'università aprì i campus di Bothell e Tacoma nel 1990. Inizialmente questi campus offrivano corsi di bachelor's degree per studenti che avevano già concluso il primo biennio universitario. Successivamente offrirono corsi di quattro anni, accettando le prime matricole a partire dall'autunno del 2006. Entrambi i campus offrono anche master di primo e secondo livello.

## Campus
Il campus di Seattle dell'Università dello Stato di Washington si trova sulle costa Union Bay e Portage Bay, con vista panoramica sulla Catena delle Cascate verso est e sulle Olympic Mountains verso ovest; le sue postazioni più panoramiche si trovano presso la biblioteca Suzzallo, la quale ha una vista sul Monte Rainier verso sud-est.
Il campus principale è delimitato a ovest dalla 15th Avenue, a nord dalla 45th Street, a est dal Montlake Boulevard e a sud dalla Pacific Street. Il Campus Est si allunga seguendo il Montlake Boulevard verso Laurelhurst e in gran parte è occupata da zona umide e da campi sportivi. Il Campus Sud occupa il l'area tra la Pacific Street e il canale navale Lake Washington e ospita i dipartimenti di Ingegneria biomedica, oceanografia, scienza naturale e la facoltà di medicina. Il Campus Ovest è un'entità separata rispetto agli altri campus, molti dei suoi dipartimenti si trovano nelle strade cittadine, si trova tra la 15th Avenue e Interstate 5t. University Way, conosciuta anche come The Ave, si trova a poca distanza da esso ed è destinata alla vita universitaria.

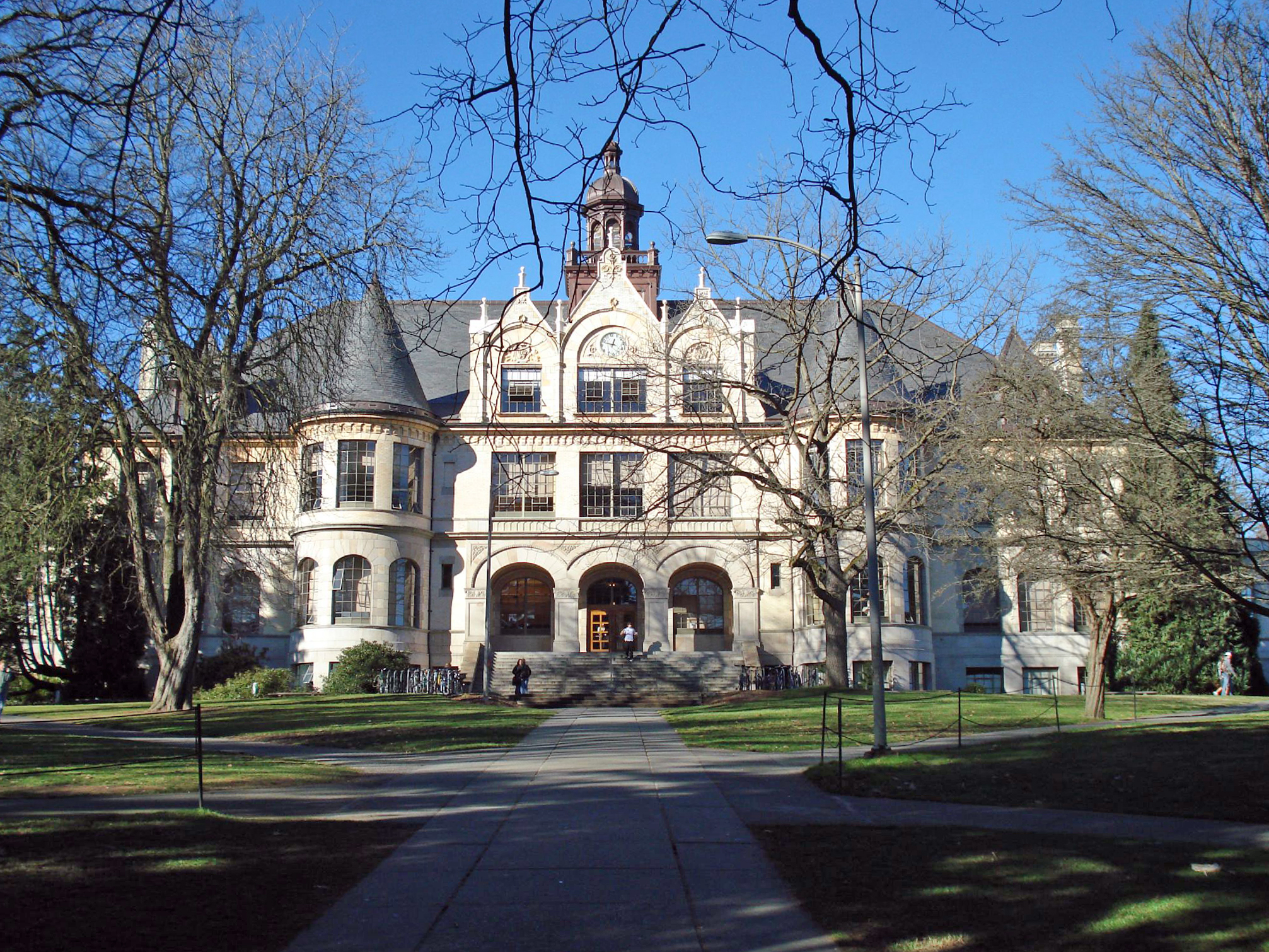
La Denny Hall

L'edificio più vecchio del campus è la Denny Hall. Costruita con la pietra arenaria di Tenino nel 1895, lo stile dell'edificio è in stile rinascimentale francese e prende il suo nome dai pionieri di Seattle Arthur A. Denny e Mary Denny. È stata il cuore dell'università per molti anni. Il Theodore Jacobsen Observatory, l'osservatorio a Nord della Denny Hall, venne costruito con l'arenaria rimasta dalla costruzione della Denny Hall. Anche se viene usato raramente al giorno d'oggi, l'osservatorio è il secondo edificio più antico del campus. Dopo che altre strutture vennero costruite nelle vicinanze della Denny Hall senza alcun apparente progetto d'insieme, la commissione universitaria decise che era necessario un progetto d'insieme. I primi piani, tra i quali i piani preliminari di John Charles Olmsted, figliastro dell'architetto paesaggista Frederick Law Olmsted, non attirarono molte attenzioni.
Invece, fu l'Alaska-Yukon-Pacific Exposition che definì lo sviluppo futuro del campus. Il progetto dell'esposizione, anch'esso progettato da John Charles Olmsted, definì gli assi viari principali del campus più basso. Orientato verso sud-est, permette una vista chiara del Monte Rainier nei giorni senza nubi. La maggior parte degli edifici delle facoltà di scienze e ingegneria si sviluppano lungo questi assi.
Dopo l'esposizione, la commissione universitaria chiese un piano che avrebbe unito il campus più recente con gli edifici originali del campus superiore compresa la Denny Hall. Rigettando una successiva proposta di Olmsted, la commissione si rivolse invece agli architetti locali Carl F. Gould e Charles H. Bebb. La loro proposta venne accettata e venne chiamata Regents Plan. È stato progettato un asse nord-sud del campus superiore attorno al quale si sarebbero concentrati i dipartimenti d'arte. Questo asse si unisce all'asse del campus inferiore costruito durante l'Esposizione Alaska-Yukon-Pacific. Questo spazio venne successivamente pavimentato con i distintivi mattoni rossi e ha preso il nome di Red Square. Alcuni degli edifici dell'esposizione vennero mantenuti dall'università, uno di questi è l'Architecture Hall.
Il progetto di Bebb e Gould mirava ad aderire tutti gli edifici nello stesso stile gotico universitario. Questo stile è ben esemplificato nel campus universitario nelle ali della biblioteca Suzzallo, principale biblioteca dell'università.
I nuovi edifici degli anni sessanta videro una deviazione dallo stile gotico universitario del progetto originale. I dipartimenti di economia nella zona più alta del campus, i dipartimenti di scienze e ingegneria nella zona più bassa del campus e la nuova ala della biblioteca Suzzallo, furono costruiti seguendo uno stile modernista, come lo fu l'unico edificio con pareti a vetro che ospita un reattore nucleare sperimentale. Il reattore venne attivato nel 1961; una piccola perdita radioattiva nel 1972 portò a uno spegnimento temporaneo, ma preoccupazioni sulla sicurezza portarono al suo smantellamento. Venne disattivato nel 1988 e smantellato nel 2006 e a partire dal 2008 si è pensata la demolizione dell'edificio.
Un apparente tentativo di armonizzare lo sviluppo futuro con il progetto più antico è visibile nelle costruzioni più recenti, tra queste l'ala Paul Allen della biblioteca centrale del 1990 e la nuova generazione dei dipartimenti di medicina, scienza e ingegneria. Fondi significativi sono arrivati dai co-fondatori della Microsoft Paul Allen e Bill Gates, che hanno forti connessioni familiari con l'università ma non l'hanno frequentata. La Mary Gates Hall venne inaugurata nel maggio 2000 e nel settembre 2003 il dipartimento di giurisprudenza venne spostato nella nuova William H. Gates Hall all'angolo nord-ovest del campus costato $74 milioni e il padiglione di chirurgia della facoltà di medicina venne aperto, padiglione costato $90 milioni. Il dipartimento di scienza e ingegneria informatica dedicato a Paul G. Allen e costato $72 milioni ha aperto nel marzo 2003. Nel marzo 2006, il dipartimento di bioingegneria costato $150 milioni venne dedicato da William Foege da Bill Gates e dall'ex presidente degli Stati Uniti Jimmy Carter.
Nel settembre 2006, l'allora presidente Mark Emmert annunciò che l'università aveva finalizzato l'acquisto dell'edificio di 22 piani alla Safeco Plaza, insieme a molti altri edifici, per un totale di $130 milioni. Al momento, si stanno studiando progetti per rilocalizzare gli uffici amministrativi dell'università e gli edifici di supporto nel complesso, lasciando il campus principale, situato a due isolati di distanza, al solo scopo di ricerca e insegnamento.

La maggior parte delle strade e dei passaggi pedonali del campus prendono il loro nome dalle contee dello Stato. Le principali eccezioni sono Memorial Way e George Washington Lane. Memorial Way prende il suo nome in onore ai membri dell'UW che sono morti durante la prima guerra mondiale e al suo interno si trova un basamento su cui sono incisi i nomi dei membri dell'UW morti durante la seconda guerra mondiale.

Vista panoramica nel 2008 dalla terrazza Alberg del centro di scienza e ingegneria informatica Paul G. Allen guardando verso est. Si vedono il dipartimento di ingegneria meccanica (a sinistra) e l'istituto di ingegneria civile (a destra). L'Husky Stadium si vede in fondo sulla destra

Altre attrazioni del campus sono l'Henry Art Gallery e il Burke Museum of Natural History and Culture. Il parco Washington Park Arboretum, localizzato a sud del campus oltre la Union Bay, è gestito dall'università, anche se appartiene alla città di Seattle. Il Warren G. Magnuson Health Sciences Center è anch'esso un'interessante attrazione. L'edificio, di 533 280 m², è il secondo edificio per uffici più grande degli Stati Uniti.
Molti film famosi sono ambientati al campus o lo utilizzano come scenario, tra questi troviamo: Un canestro per due, Wargames - Giochi di guerra e What the Bleep!?: Down the Rabbit Hole.

## Organizzazione e amministrazione
Il rettore dell'Università di Washington State è Phyllis M. Wise, già vice-rettore esecutivo. L'università è governata da 10 reggenti, uno dei quali è uno studente. Gli studenti in corso hanno un proprio governo chiamato Associated Students of the University of Washington (ASUW) mentre gli ex alunni hanno un proprio senato accademico chiamato Graduate and Professional Student Senate (GPSS).

L'università offre Bachelor's degree, Master's degree e dottorati attraverso i suoi 140 dipartimenti, organizzati in varie scuole e college:

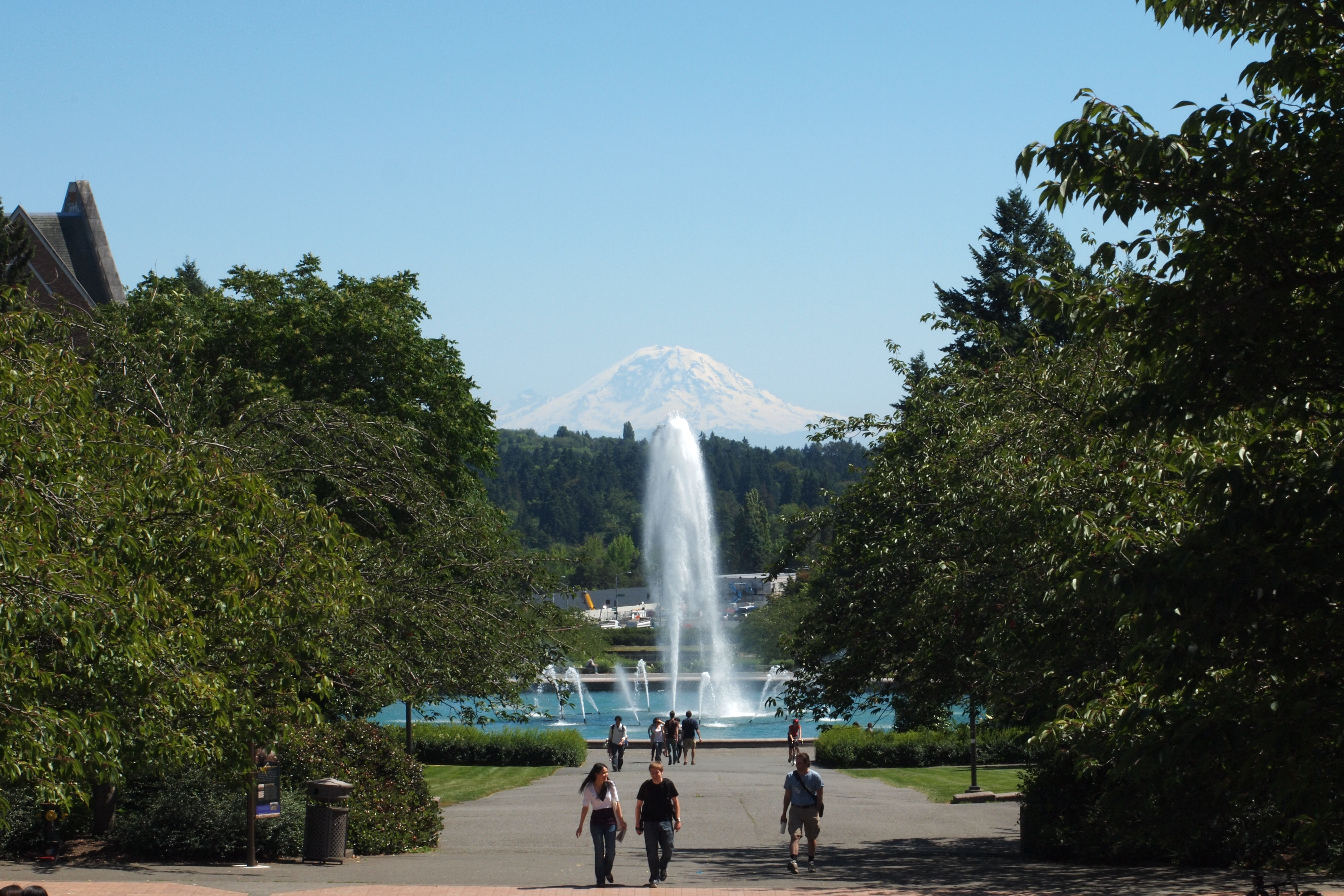
Drumheller fountain e Monte Rainier

| - College of Arts and Sciences (arti e scienze) - Henry M. Jackson School of International Studies (studi internazionali) - College of Built Environments (architettura del paesaggio) - Michael G. Foster School of Business (economia) - School of Dentistry (odontoiatra) - College of Education (scienze della formazione) - College of Engineering (ingegneria) - College of the Environment (informatica) - The Graduate School | - Information School - School of Law (giurisprudenza) - School of Medicine (medicina) - School of Nursing (assistenza infermieristica) - School of Pharmacy (farmacia) - Daniel J. Evans School of Public Affairs (affari pubblici) - School of Public Health (salute pubblica) - School of Social Work (assistente sociale) |

## Ricerca e risultati accademici
Nel 2006, il budget dell'Università del Washington State destinato alla ricerca ha superato la soglia di $1 miliardo. Virtualmente tutti i fondi derivano da altrettante proposte di ricerca accettate. Il budget per la ricerca dell'UW è tra i primi 5 tra tutte le università degli Stati Uniti, sia pubbliche sia private. L'UW è anche l'università pubblica statunitense a ricevere più fondi per la ricerca da parte del governo federale, seconda considerando anche le università private, una posizione mantenuta dall'università sin dal 1974. L'università fa parte dell'Association of American Universities.
Nel 2009, l'università ha accettato il 61% dei richiedenti. Nell'anno accademico 2006–07, l'università contava 40 216 studenti, rendendola l'università più grande, in termini di popolazione studentesca, della West Coast. Nel 2007, la media voto delle matricole al liceo era di 3,75, e la media al SAT Reasoning Test era di 1 251. Il 33% circa degli studenti fanno parte di minoranze.
Tra le varie facoltà sono presenti: cinque vincitori del premio Albert Lasker Award for Clinical Medical Research, un vincitore della Medaglia Fields, otto vincitori del Gairdner International Awards, dodici del MacArthur Fellows, due vincitori del National Book Award, un vincitore del National Medal of Arts, cinque vincitori del National Medal of Science, sei premi Nobel, diciannove Presidential Early Career Awards in Science and Engineering, e due vincitori di premi Pulitzer. Inoltre, si contano cinquantotto membri dell'American Academy for Arts and Sciences, quattro membri dell'American Philosophical Society, tredici Howard Hughes Medical Institute Investigators, quarantotto membri dell'Institute of Medicine, quindici membri del National Academy of Engineering, e sei membri dell'National Academy of Sciences.

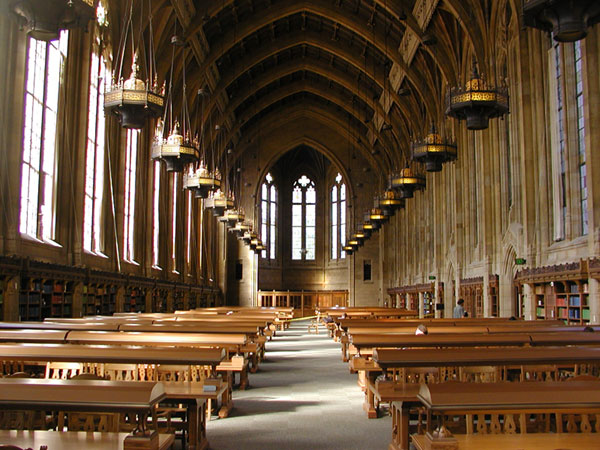
La sala lettura della biblioteca Suzzallo

Il sistema bibliotecario dell'Università è tra i più estesi del paese, raccogliendo oltre 7,3 milioni di libri. L'Association of Research Libraries posiziona la biblioteca dell'UW tra il quinto e il quindicesimo posto nelle varie categorie.
UW è anche la sede del programma ResearchChannel, l'unico canale televisivo degli Stati Uniti dedicato esclusivamente alla disputa accademica tra le istituzioni di ricerca. L'attuale partecipazione al ResearchChannel include 36 università, 15 organizzazioni di ricerca, due aziende di ricerca e molti altri affiliati. UW inoltre diffonde la conoscenza attraverso il suo canale televisivo l'UWTV e online.
Per promuovere uguali opportunità accademiche, specialmente per persone con scarso reddito, l'UW ha lanciato nel 2006 l'Husky Promise. Possono accedervi le famiglie con reddito inferiore al 65% della media dello Stato o con il 235% di povertà federale. Grazie a questo, il 30% degli studenti possono accedervi. La percentuale di accettazione per le famiglie con basso reddito è la più alta del paese, rendendo l'istruzione accessibile a un numero maggiore di studenti. L'allora rettore dell'UW, Mark Emmert, disse: «essere elitari non è nel nostro DNA. Lo scorso anno, l'Università del Washington ha scelto un nuovo sistema più soffice nella scelta delle ammissioni, nel quale lo staff che valuta le ammissioni legge l'intero background degli studenti e guarda ai loro voti rispetto al contesto in cui vivono più che un semplice calcolo matematico.»
Dal 1977, è nato il Transition School and Early Entrance Program (Scuola di transizione e programma di entrata anticipata) al campus. L'Early Entrance Program si trova nell'antico Robinson Center. Riconosciuto come uno dei programmi di ammissione universitaria anticipata della nazione, questo programma permette l'inserimento di un gruppo di sedici studenti con grandi capacità di età uguale o inferiore a 15 anni. Come richiesto dalla legge, gli studenti devono aver completato le elementari (sei anni negli Stati Uniti) per entrare a far parte del programma. Il Robinson Center dispone anche di un programma chiamato Academy for Young Scholars: l'Accademia UW è il primo programma per l'accesso all'università per gli studenti delle scuole superiori nello Stato di Washington. Un piccolo gruppo di un massimo di trentacinque studenti accademicamente avanzati e fortemente motivati, è ammesso all'Accademia UW ogni anno. Gli studenti richiedono l'ammissione all'Accademia UW durante il loro secondo anno di High school e, se accettata, possono entrare già alla fine dell'anno come matricole all'Università del Washington. Tutti gli studenti dell'Accademia sono automaticamente ammessi nell'Honors Program UW.

### Ranking
Nel 2010, l'Università dello Stato di Washington si classificò 16ª nella Classifica accademica delle università mondiali, 23ª nella Times Higher Education World University Rankings e 55ª nella QS World University Rankings.
Nello stesso anno, le lauree triennali della UW vennero classificate 41esime a livello nazionale e 11esime tra le università pubbliche dall'U.S. News and World Report.
Nel 2006, l'università viene classificata 22ª da Newsweek tra le 100 migliori università del mondo.
La facoltà di medicina dell'UW è nona in ricerca e prima in assistenza medica. La facoltà di assistenza infermieristica è la prima a livello nazionale, posizione che mantiene dal 1984, quando venne effettuata la prima ricerca a tal proposito. The U.S News & World Report only began ranking the medical school's primary care program in 1993, ever since the UW has also always been numero 1. The School of Public Health and Community Medicine is as well ranked fourth by US News.
Il programma di assistenza sociale si classifica terzo, la facoltà di farmacia quinta, la facoltà di lettere quarta, la facoltà di scienze della formazione settima, la facoltà di ingegneria 21ª, e la facoltà di giurisprudenza 34ª.
La Performance Ranking of Scientific Research Papers of World Universities posizionò l'UW quarta a livello internazionale in termini di produttività e ricerca.
Human Resources & Labor Review, classificò l'UW 14ª a livello mondiale nel 2010; a pari merito con la Cornell University.
La Faculty Scholarly Productivity Index creata dall'Academic Analytics posizione l'UW 19ª a livello mondiale.
G Factors classificò l'UW settima a livello internazionale nel 2006.
Una ricerca privata del National Opinion Research Center, pubblicata sul Washington Monthly, posizionava l'UW 16ª tra le università statunitensi nel 2006.
Global Language Monitor, prodotto a Austin e che classifica le università in base alla media delle presenze classifica l'UW 16ª nella nazione.
L'Università del Washington fu la prima tra i volontari dei corpi di pace nel 2007 e terza negli altri anni.
Kiplinger classificò l'Università del Washington settima tra le 100 migliori università nel 2009 e la migliore tra quelle pubbliche.

## Vita studentesca
Il giornale studentesco è il The Daily of the University of Washington, chiamato anche semplicemente The Daily. È il secondo quotidiano di Seattle e viene pubblicato giornalmente in autunno, inverno e primavera, settimanalmente in estate.
The Daily ha vinto l'Apple Award nel 2007, 2008, 2009 e nel 2010 come miglior quotidiano studentesco degli Stati Uniti alla CMA Spring Convention di New York. Ha anche ricevuto il Mark of Excellence Award nel 2007, 2008 e 2009 per il miglior giornale della regione dalla Society of Professional Journalists (Washington, Oregon, Idaho, Montana ed Alaska). È stato finalista come Pacemaker Newspaper of the Year nel 2009, e si è classificato secondo come Best of Show at the National College Media Conference ad Austin in Texas.
The Daily ha lanciato una trasmissione settimanale di 30 minuti nel 2010 chiamata The Daily's Double Shot. Viene trasmessa sull'UWTV, al canale 27, e conta 2 milioni di spettatori nello stato di Washington.

### Attività sportive

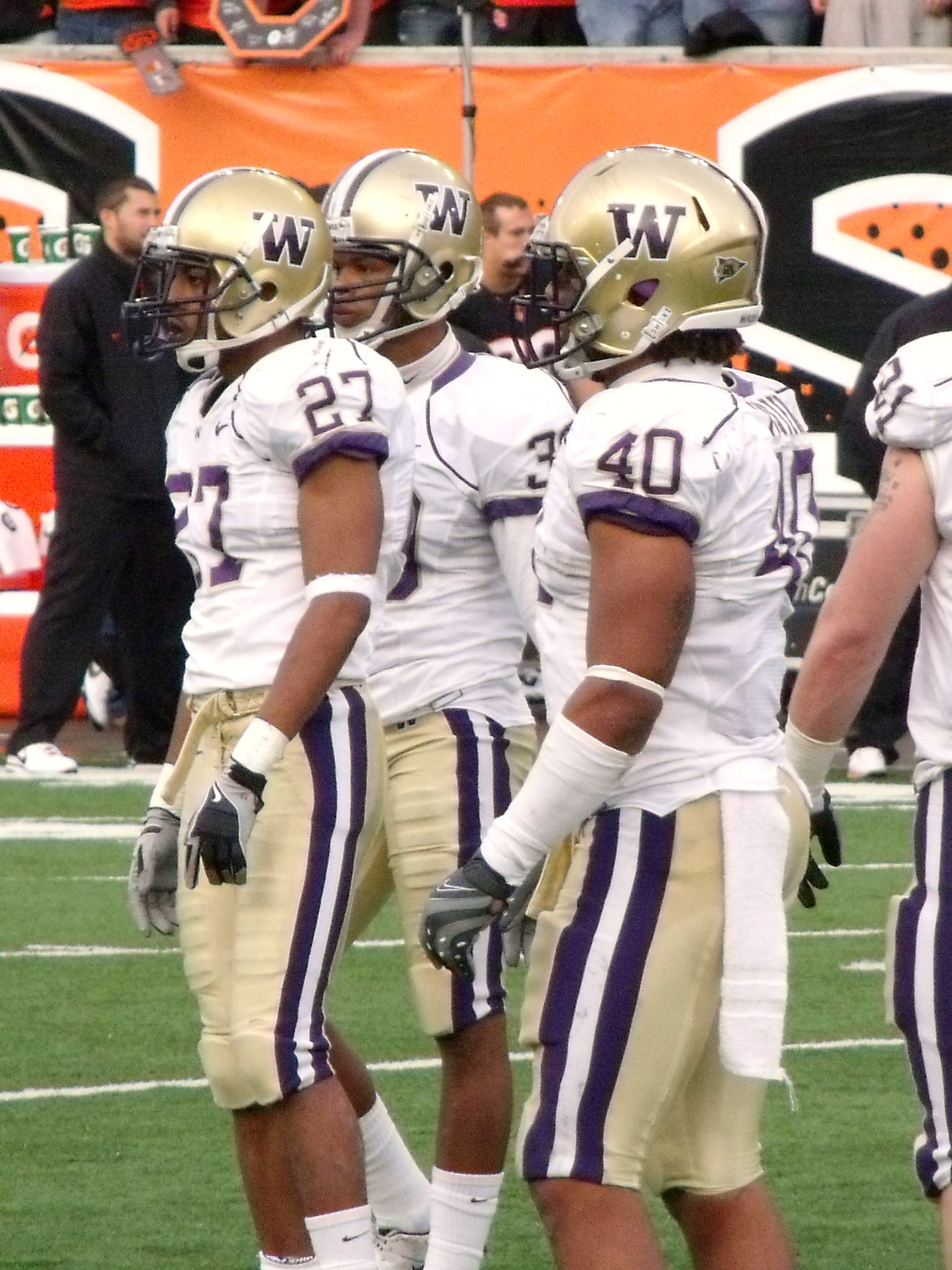
La squadra di football dei Washington Huskies

Gli studenti, le squadre sportive e gli ex alunni dell'UW vengono chiamati Washington Huskies e spesso sono chiamati metonimicamente "Montlake," a causa della posizione del campus su Montlake Boulevard. L'husky venne scelto come mascotte dagli studenti nel 1922. Rimpiazzò il "Sun Dodger," un riferimento astratto al clima di Seattle, che venne subito sostituito con qualcosa di più tangibile. La maschera Harry the Husky si esibisce agli eventi sportivi ed altri eventi particolari, un vero Alaskan Malamute, attualmente di nome Dubs, viene tradizionalmente condotto dalla squadra di football nel campo all'inizio delle partite. I colori della scuola, porpora ed oro, vennero adottati nel 1892 in seguito ad una votazione studentesca. La scelta venne ispirata dal primo canto de La distruzione di Sennacherib di Lord Byron:
E i suoi compagni stavano brillando in porpora e oro;

E la lucentezza delle loro lance era come stelle sul mare,

And his cohorts were gleaming in purple and gold;

And the sheen of their spears was like stars on the sea,

When the blue wave rolls nightly on deep Galilee.»
(Lord Byron, La distruzione di Sennacherib)
Le squadre sportive partecipano al National Collegiate Athletic Association nella divisione I-A e nella Pacific Twelve Conference. Fra le dotazioni sportive del campus troviamo l'Husky Stadium (football, atletica), l'Arena Bank of America al padiglione Hec Edmundson (basket e pallavolo), Husky ballpark (baseball), Husky Softball Stadium, il Bill Quillian Tennis Stadium, il Nordstrom Tennis Center, il Dempsey Indoor (football) e la Conibear Shellhouse (canottaggio). La squadra di golf gioca al Washington National Golf Club e la squadra di nuoto utilizza il Weyerhaeuser Aquatic Center e l'Husky pool home.
La squadra di football è tradizionalmente competitiva, avendo vinto un titolo nazionale nel 1991 contro l'Università di Miami, otto volte il Rose Bowl e una volta l'Orange Bowl. Dal 1907 al 1917, la squadra di football rimase imbattuta per 63 partite consecutive, detenendo il record nell'NCAA.  L'Apple Cup è una competizione annuale contro i rivali della Washington State University che ebbe inizio nel 1900, l'UW detiene il primato di vittorie con 65 vittorie 31 sconfitte e 6 pareggi. Steve Sarkisian è l'attuale allenatore della squadra di football.
La squadra maschile di basket ha ottenuto un discreto successo, anche se recentemente la squadra ha avuto un grosso miglioramento sotto la guida dell'allenatore Lorenzo Romar. Con Romar, la squadra ha partecipato a cinque tornei NCAA (stagioni 2003–2004, 2004–2005, 2005–2006, 2008–2009 e 2009–2010), 2 apparizioni consecutive alle top 16 (sweet sixteen), and secured a numero 1 seed in 2005. Il 23 dicembre 2005, la squadra di basket maschile ha raggiunto le 800 vittorie al Padiglione Hec Edmundson, il numero più alto di vittorie che qualunque squadra dell'NCAA abbia mai totalizzato in una singola arena. Nel 2009, la squadra arrivò prima tra le Pac-10 e nel 2010, gli husky vinsero il titolo del Pac-10.

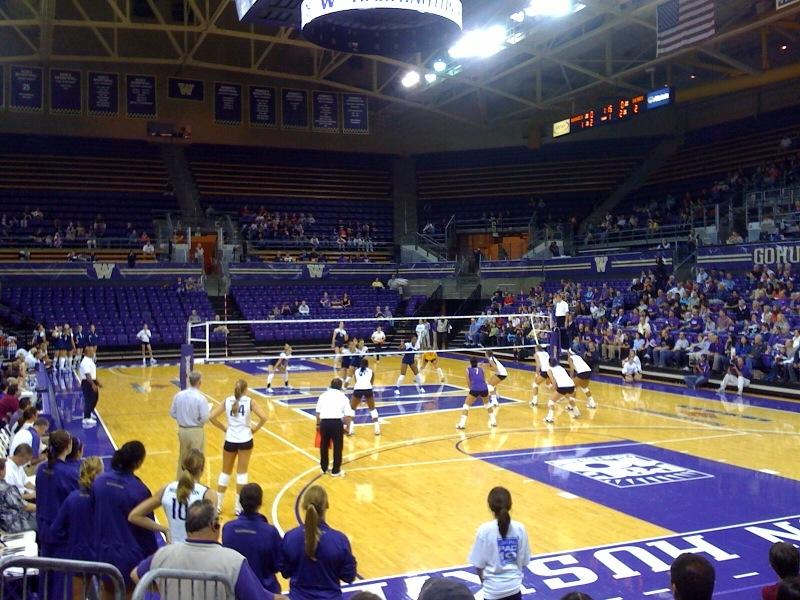
L'Alaska Airlines Arena, nel padiglione Hec Edmundson, viene utilizzata dalle squadre di basket e pallavolo

Il canottaggio è una tradizione dell'Università del Washington State sin dal 1901. La squadra maschile ha guadagnato fama internazionale vincendo la medaglia d'oro alle olimpiadi del 1936 a Berlino, battendo la Germania e l'Italia con gran dispiacere di Adolf Hitler che era presente. Nel 1958, la squadra maschile ebbe una vittoria scioccante al campionato mondiale di Mosca contro i campioni in carica di Leningrado, risultando la prima vittoria statunitense su suolo sovietico e la prima volta che una squadra russa abbia omaggiato una squadra americana di una standing ovation durante la guerra fredda. La squadra di canottaggio maschile ha vinto 14 titoli nazionali, 15 medaglie d'oro olimpiche, due d'argento e cinque di bronzo. La squadra femminile ha vinto 10 titoli nazionali e due medaglie d'oro olimpiche. Nel 2009, la squadra maschile ha vinto tutti e tre gli ori nella categoria ad otto, un oro ed un argento nella categoria a quattro. L'ultima squadra ad aver vinto questa manifestazione, prima di quella del 2009, fu quella de 1997.
Tra le recenti vittorie di titoli nazionali troviamo quella della squadra di softball nel 2009, la squadra di canottaggio maschile (nel 2007 e nel 2009), la corsa campestre femminile (nel 2008) e la squadra di pallavolo femminile (nel 2005). Per quanto riguarda gli sport individuali James Lepp ha vinto il torneo nazionale di golf di categoria nel 2005. Ryan Brown (800 metri maschile) e Amy Lia (1500 metri femminile) hanno vinto il titolo nel 2006. Ryan Brown vinse anche il titolo degli 800 metri NCAA Indoor Track & Field Championships del 2007.
Husky Stadium è uno dei tanti posti in cui può aver avuto origine il fenomeno chiamato la Ola. Alcuni sostengono, infatti, che la Ola sia stata inventata nell'ottobre 1981 dallo studente Robb Weller e dal direttore della coreografia dell'UW Bill Bissel. Gli Husky stavano giocando contro la Stanford.
Il 1º maggio 2009 il dipartimento di atletica ha annunciato l'eliminazione dei programmi maschili e femminili di nuoto a causa di ristrettezze di budget.

### Husky Stadium

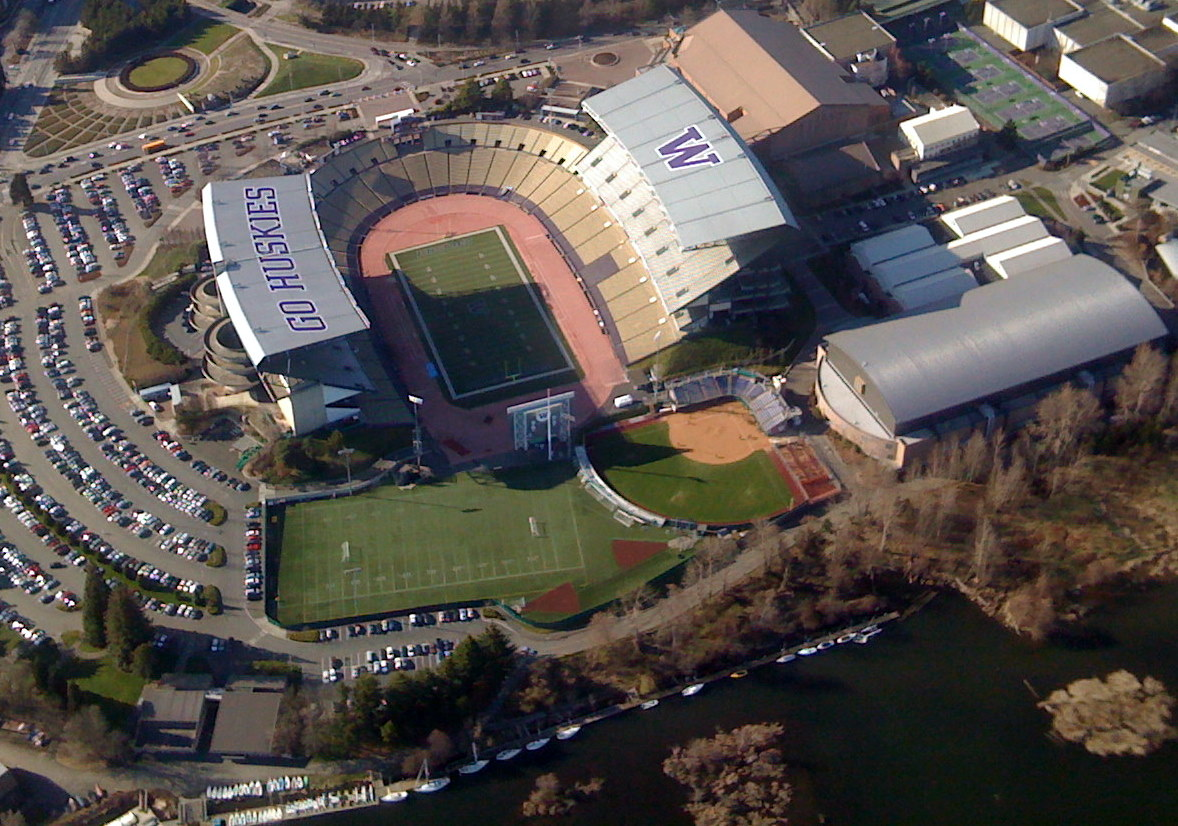
Vista aerea dell'Husky Stadium nel 2009

Il nuovo Husky Stadium la fonte di reddito primaria e principale del nuovo e completamente ristrutturato quartiere atletico. Questo masterplan di ristrutturazione durerà per decenni e si svolgerà nello stesso tempo dell'imponente progetto da parte del Dipartimento dei trasporti dello Stato di Washington sulle vicine strade e ponti. Il progetto dello stadio consiste in un nuovo grandioso atrio, una stazione della metropolitana leggera sotterranea (University Link) nella zona Ovest dello stadio, l'eliminazione della panchine sostituendole con seggiolini singoli, rimozione della pista e dell'Huskytron, nuovi settori per la stampa, skybox privati, l'abbassamento del campo, uffici al servizio delle squadre, nuovi settori nella zona Est che non occludano la vista di Lake Washington e nuovi servizi migliorati. Insieme alla ristrutturazione dell'Husky Stadium, verranno costruiti nuovi parcheggi al servizio della struttura e del villaggio atletico.
Lo stadio ha sviluppato molte difficoltà strutturali, in particolare nel primo anello, a causa del tempo e del clima continuamente umido. Il progetto di recupero è iniziato nell'autunno del 2010. Questa ristrutturazione da $260 milioni (in precedenza erano $300 milioni, diminuiti a causa dell'abbassamento dei costi di costruzione) dell'Husky Stadium sarà la più cara ristrutturazione di uno stadio nella storia dell'NCAA.
Molti progetti dello studio d'architettura Populous (ex HOK Sport) sono stati mostrati rivelando come potrebbe essere il futuro Husky Stadium.

## Servizi agli studenti
L'UW offre molti servizi agli studenti ed ex studenti, anche oltre lo standard degli altri college ed università. La divisione Student Life ospita 16 dipartimenti che servono gli studenti direttamente ed indirettamente, anche quelli seguiti e visionati dal vice rettore Eric Godfrey.
- The UW Career Center (centro per la carriera);
- Counseling Center (centro consigli);
- Disability Resource Center (centro disabili);
- Fraternity & Sorority Life (fratellanze e sorellanze);
- Health & Wellness Programs (centro saluto e benesser);
- Housing & Food Services (servizio di vitto ed alloggio);
- Student Admissions (servizio ammissione studenti);
- Office of Ceremonies (ufficio delle cerimonie);
- Office of the University Registrar (registrazione universitaria);
- Department of Recreational Sports (IMA) (dipartimento dello sport ed attività ricreative);
- Students Activities & Union Facilities (attività studentesca);
- Student Financial Aid (aiuto finanziario);
- Student Publications (The Daily) (pubblicazioni per gli studenti);
- Campus Police (servizio di polizia).

### Abitazioni per gli studenti
Sono previsti nuovi edifici e restauri sono previsti entro il 2020. Il progetto prevede, nella fase 1, la costruzione di tre residence da sei piani e due complessi di appartamenti nella zona Ovest del campus, nella fase 2 è previsto il restauro di sei residece del campus e nella fase 3 un ulteriore nuovo edificio. Il progetto complessivo vedrà la creazione di 2.400 nuovi posti letto.
Oltre ai programmi per gli studenti che vogliono abitare all'interno del campus, l'Associated Students of the University Washington, fornisce un servizio gratuito per gli studenti, gli insegnanti e i dipendenti che vogliono vivere all'esterno di esso, il servizio è chiamato Off-Campus Housing Affairs. Il servizio si occupa di pubblicare e cercare on line annunci ed informazioni varie per aiutare gli affittuari.

#### Paccar Hall
La costruzione della Paccar Hall iniziò con una cerimonia inaugurale il 26 agosto 2008. La PACCAR Hall è uno dei due edifici allo stato dell'arte e visto che è stato sviluppato seguendo quanto previsto nel progetto di sviluppo del campus per la facoltà di economia, è stato progettato dalla LMN Architects di Seattle. Completato nel 2010, l'edificio è un punto d'incontro per leader economici, ex alunni, docenti e studenti. L'edificio prende il suo nome dalla PACCAR, che donò $18 milioni alla facoltà di economia.

#### Edificio del dipartimento di ingegneria molecolare
L'edificio del dipartimento di ingegneria molecolare (MEB) servirà di supporto alla crescita di questo campo in forte crescita. Questo progetto sarà diviso tra Laboratorio di Ricerca e Laboratorio di Contatto Ultra Sensitivo, ognuno di essi con uno spazio di pertinenza. La fase 1 prevede la costruzione di circa 16 000 m² con una successiva aggiunta di ulteriori 10 000 m², per un totale di circa 26 000. La fase 2 prevede una crescita futura per un totale di circa 53 000 m². . Il progetto è attualmente in fase embrionale e si spera possa avere una priorità medio-alta entro il 12 novembre 2011.

### Organizzazioni studentesche
Molti dei cambiamenti sostanziali dell'Università dello Stato di Washington sono il derivato dell'attivismo del campus. Esistono molti gruppi di attivisti dedicati all'ambiente nel campus, tra questi:
- Students Expressing Environmental Dedication (o SEED) – SEED lavora insieme al Servizio Mensa ed Alloggi dell'università per migliorare la qualità della vita e dei pasti.
- UW Earth Club – L'Earth Club si interessa alla promozione ed alla conoscenza dell'ambiente attraverso l'organizzazione di eventi speciali.
- UW Farm – L'UW Farm promuovono la cultura urbana all'interno del campus.
- Washington Public Interest Research Group (WashPIRG) – Il WashPIRG coinvolge gli studenti in molte cause, tra queste progetti ambientali nel campus e nella comunità studentesca.[66]
- UW Sierra Student Coalition – La SSC si dedica a molte questioni ambientali più grandi nel campus e fornire opportunità legate agli studenti.
- UW Delta Delta Sigma Pre-Dental Society (DDS) – Questa associazione è dedicata al servizio pre dentale agli studenti.[67]

### Inno
La banda musicale dell'università venne fondata nel 1929 ed oggi è una pietra miliare dello spirito Husky; si esibisce a molti eventi sportivi, tra i quali le partite di football, ed è una delle ultime bande rimaste negli Stati Uniti a marciare utilizzando ancora il passo alto tradizionale. Come molte altre bande dei college, la banda Husky ha molte canzoni tradizionali che vengono suonate da decenni, incluse canzoni da battaglia quali Bow Down to Washington, Tequila, e la preferita dei fan Africano.

### Mascotte

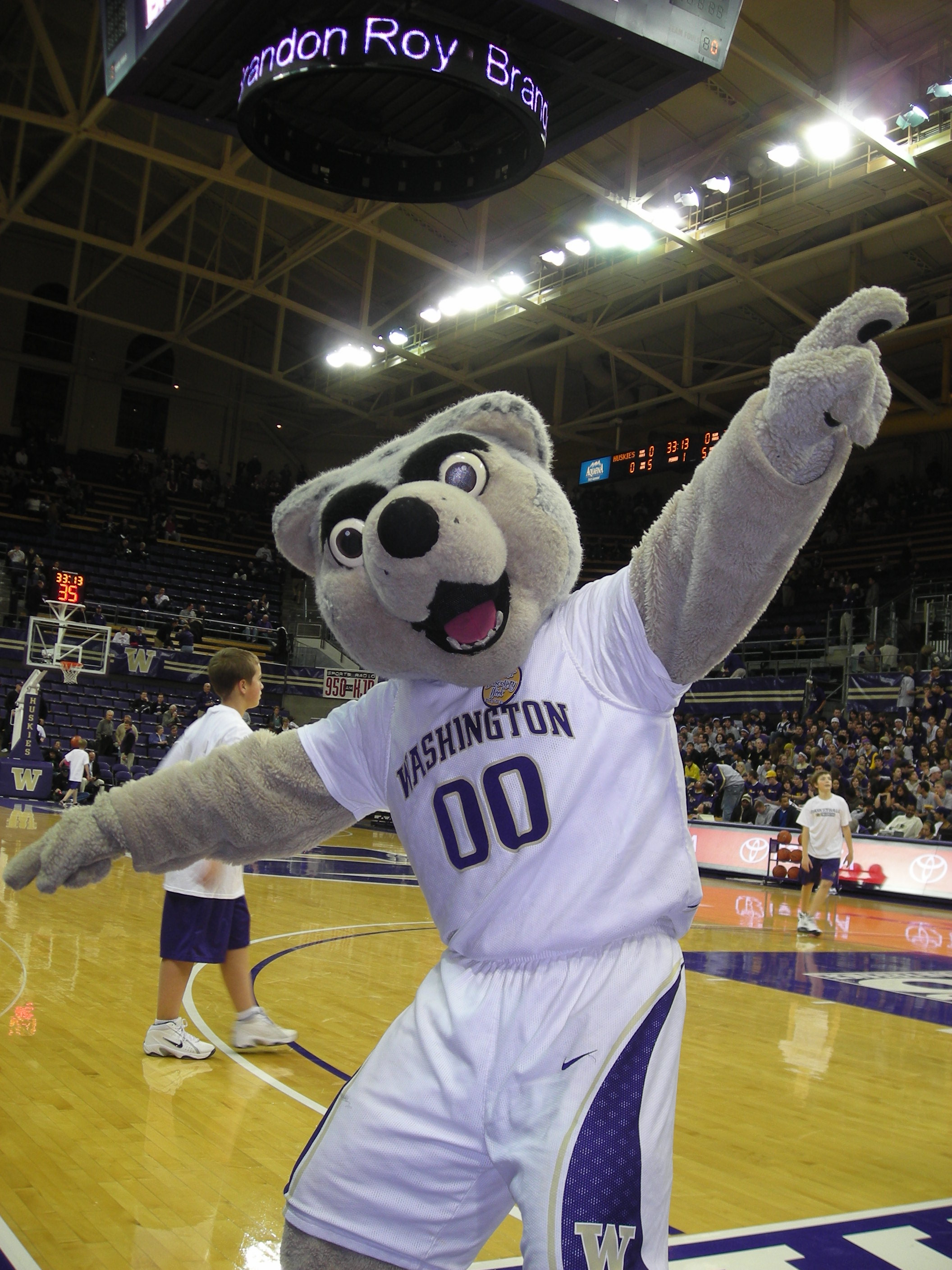
Uno dei passati costumi di Harry the Husky ad una partita di basket

Harry the Husky è la mascotte dell'università, che ha avuto un buon numero di veri cani Husky come mascotte:
- Frosty I (1922–29)
- Frosty II (1930–36)
- Wasky (1946)
- Wasky II (1947–53)
- Ski (1954–57)
- Denali (1958)
- King Chinook (1959–68)
- Regent Denali (1969–80)
- Sundodger (1981–91)
- King Redoubt (1992–97)
- Prince Redoubt (1998)
- Spirit (1999–2008)
- Dubs (2009–)

In origine i cani venivano accuditi dalla confraternita Sigma Alpha Epsilon, in seguito l'onere è passato alla famiglia Cross a partire dal 1959 (una dinastia di docenti dell'UW).

## Eco-sostenibilità
L'allora rettore Emmert firmò l'Impegno per il Clima dei Rettori delle Università e College Americani. Per perseguire questo scopo l'UW ha creato una squadra di azione per il clima.
Nel febbraio 2006, l'UW ha stipulato un accordo con la Seattle City Light per far parte del loro Green Up Program. Tutta l'elettricità del campus a Seattle deriva da fonti rinnovaili. I servizi dedicati al vitto e agli alloggi (HFS) spendono ogni anno milioni di dollari su cibi organici e naturali prodotti in loco. L'HFS non utilizza contenitori in polistirolo in alcun edificio del campus, utilizza però bicchieri, piatti, posate e pacchi in materiali riciclabili. L'organizzazione Students Expressing Environmental Concern (Studenti che esprimono preoccupazione per l'ambiente o SEED) è stata fondata dalla HFS. Molti nuovi dormitori sono previsti per il 2020, tutte rispetteranno i principali standard per il risparmio energetico. Tutti i nuovi edifici dovranno essere classificati almeno Silver secondo gli standard LEED. L'Università dello Stato di Washington è stata una delle sei università a ricevere la classificazione più alta nel report del 2008 sull'eco-sostenibilità dei college. Il report pose l'UW come uno dei 15 leader tra i 300 istituti visionati.

## Servizi per specializzandi
L'UW offre molti servizi per i suoi specializzandi, tra questi l'accesso al Career Center, e all'associazione UW Alumni (UWAA), una tra le più grandi associazioni studentesche di ex alunni del Paese.

## Università dello Stato di Washington nella cinematografia
- 1979: The Changeling, diretto da Peter Medak
- 1983: WarGames, diretto da John Badham[73]
- 1992: Singles, diretto da Cameron Crowe
- 1997: Prefontaine, diretto da Steve James
- 1997: Un canestro per due, diretto da Randall Miller
- 1999: 10 cose che odio di te, diretto da Gil Junger
- 2007: L'amore secondo Dan, diretto da Peter Hedges

## Monumento medaglia d'onore
All'inizio del 2006, il senato accademico propose e rigettò la proposta di costruire un monumento in onore del laureato dall'UW Gregory "Pappy" Boyington, famoso marine della seconda guerra mondiale che aveva vinto la medaglia al valore per le azioni durante il comando del corpo dei marine 2/14. Molteplici ragioni sono state date dal partito contrario, ma due in particolare hanno generato forti controversie. Ashley Miller del senato accademico studentesco ha dichiarato che «molti monumenti all'UW rendono onore a uomini bianchi ricchi» (Boyington non era né ricco né bianco, essendo un Sioux cresciuto in povertà), mentre Jill Edwards dichiarò che non credeva che un membro dei corpi speciali dei Marines fosse l'esempio del tipico studente che l'UW voleva produrre. Successivamente la proposta venne modificata per onorare tutti gli ex alunni che hanno ricevuto la medaglia al valore, questa proposta è passata con 64 voti favorevoli e 14 contrari oltre a molti astenuti. Il monumento venne dedicato l'11 novembre 2009, onora otto ex alunni dell'UW: Greg "Pappy" Boyington, Deming Bronson, Bruce Crandall, John D. Hawk, Robert Leisy, William Kenzo Nakamura, e Archie Van Winkle.